# Audincourt
Audincourt [odɛ̃kuʁ] ist eine französische Stadt und Gemeinde mit 14.009 Einwohnern (Stand: 1. Januar 2022) im Département Doubs in der Region Bourgogne-Franche-Comté. Sie gehört zum Kanton Audincourt im Arrondissement Montbéliard. Nach Montbéliard ist Audincourt als viertgrößte Stadt des Départements Doubs das bedeutendste Zentrum in der Agglomeration. Audincourt gehört zum Gemeindeverband Pays de Montbéliard Agglomération, der zum 1. Januar 2017 neu geschaffen wurde.

## Geographie
Audincourt liegt auf 323 m, etwa vier Kilometer südöstlich der Stadt Montbéliard (Luftlinie). Die Stadt erstreckt sich im Süden des Beckens von Montbéliard, am rechten Ufer des Doubs, der hier in einem weiten Bogen um die Höhen des Bois de Voujeaucourt fließt, am Nordrand der äußersten Ausläufer des Juras.
Die Fläche des 8,76 km² großen Gemeindegebiets umfasst einen Abschnitt des Beckens von Montbéliard. Der Hauptteil des Gebietes wird von der Talebene von Audincourt eingenommen, die durchschnittlich auf 325 m liegt. Sie weist eine Breite von ungefähr 2 km auf. Die westliche Grenze verläuft entlang dem Doubs, der beim alten Ortszentrum einen scharfen Knick beschreibt und seine Fließrichtung nach Westen ändert. Vom Flusslauf erstreckt sich das Gemeindeareal ostwärts über die breite Talniederung und den relativ sanft ansteigenden Hang bis auf die angrenzenden Höhen, die zu den Ausläufern des Tafeljuras gehören. Diese Höhen sind überwiegend bewaldet: Grand Bois (400 m), La Combotte (412 m) und Grand Bannot, auf dem mit 417 m die höchste Erhebung von Audincourt erreicht wird. Durch verschiedene Talmulden, die jedoch außer dem Gland keine oberirdischen Fließgewässer zeigen, wird die Hochfläche untergliedert.
Zu Audincourt gehören die Siedlungen Les Cantons (335 m) am östlichen Talrand des Doubs und Les Champs Montants (363 m) auf dem Plateau östlich des Doubstals. Nachbargemeinden von Audincourt sind Montbéliard, Exincourt, Taillecourt und Étupes im Norden, Dasle im Osten, Seloncourt im Süden sowie Valentigney, Voujeaucourt und Arbouans im Westen.

## Geschichte

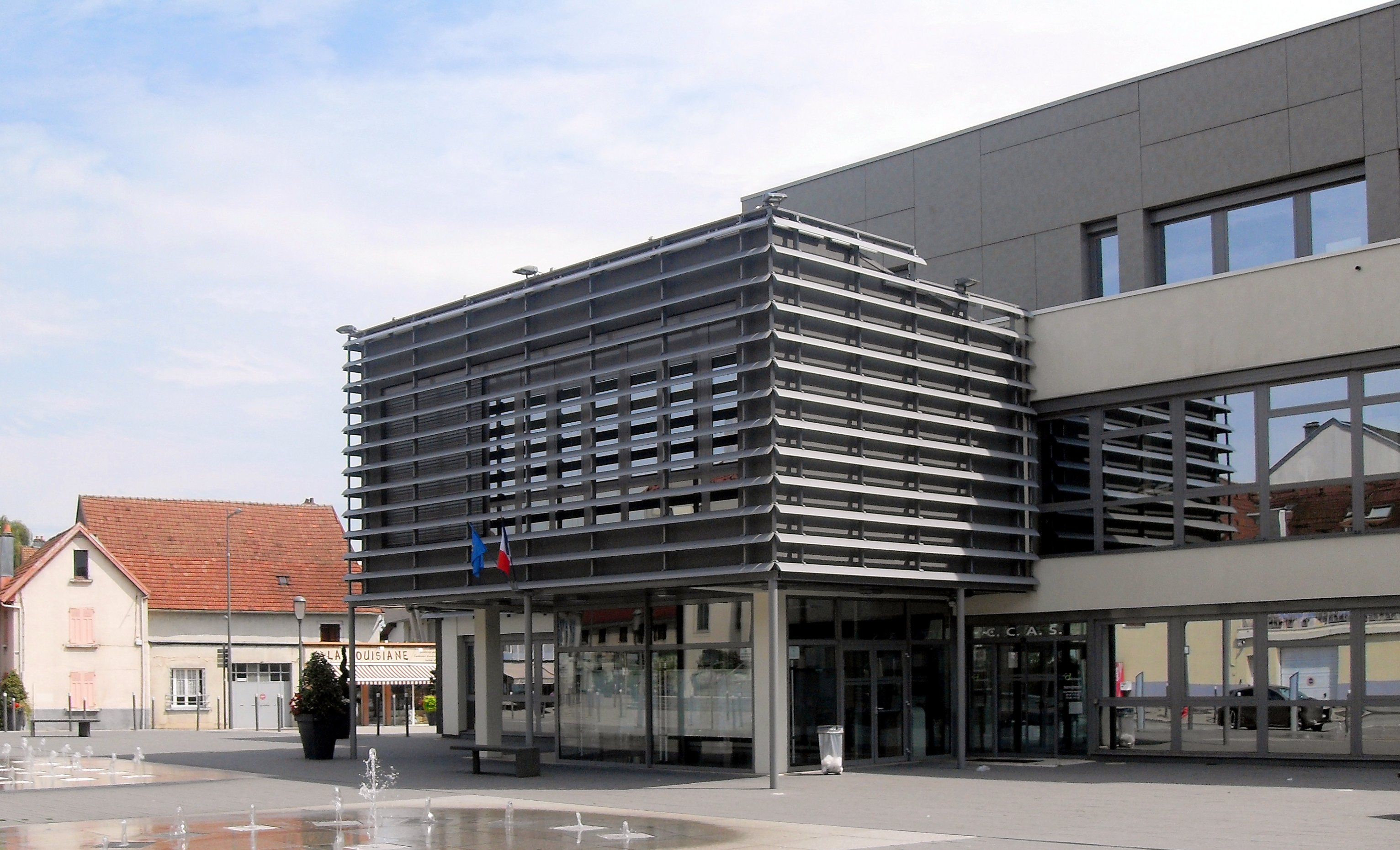
Hôtel de ville (Rathaus)

Verschiedene Spuren deuten darauf hin, dass das Gemeindegebiet von Audincourt bereits in der Bronzezeit besiedelt war. Erstmals wird Audincourt im Jahr 1140 unter dem Namen Adincourt urkundlich erwähnt. Der Ortsname geht auf den germanischen Personennamen Adwin oder Alda und das lateinische Wort cortis (Hof) zurück und bedeutet somit Hof des Adwin oder Hof der Alda.
Im Mittelalter war das Gebiet von Audincourt in verschiedene Grundbesitze aufgeteilt. Sowohl die Herren von Dasle, das Kloster Belchamp und das Kapitel Saint-Maimbœuf in Montbéliard besaßen Güter. Die Oberhoheit über das Gebiet stand einerseits den Grafen von Montbéliard, andererseits den Herren von Blamont zu. Mit der Eingliederung von Blamont in die Grafschaft Württemberg-Mömpelgard (Montbéliard) im Jahr 1506 wurden beide Teile vereinigt. Bereits 1523 wurde die Ortschaft Dâlotte mit Audincourt vereinigt. Im Jahr 1541 wurde die Reformation eingeführt und fortan gehörte Audincourt zur Pfarrei Exincourt, bevor es 1588 eine eigene Pfarrei wurde.
Am Doubs unterhalb von Audincourt wurde 1616 ein Schmiede- und Eisenwerk gegründet, das den Grundstein für die spätere industrielle Entwicklung der Gemeinde legte. Die Eisenerzvorkommen in der Umgebung, die umliegenden großen Wälder (Holzvorrat) und die Wasserkraft des Doubs bildeten die wichtigen Faktoren für diesen Standort. Während des Dreißigjährigen Krieges wurde das Eisenwerk 1635 in Brand gesteckt, so dass der Betrieb erst 1650 wieder aufgenommen werden konnte. Mit der Annexion der Grafschaft Montbéliard gelangte Audincourt 1793 endgültig in französische Hand.

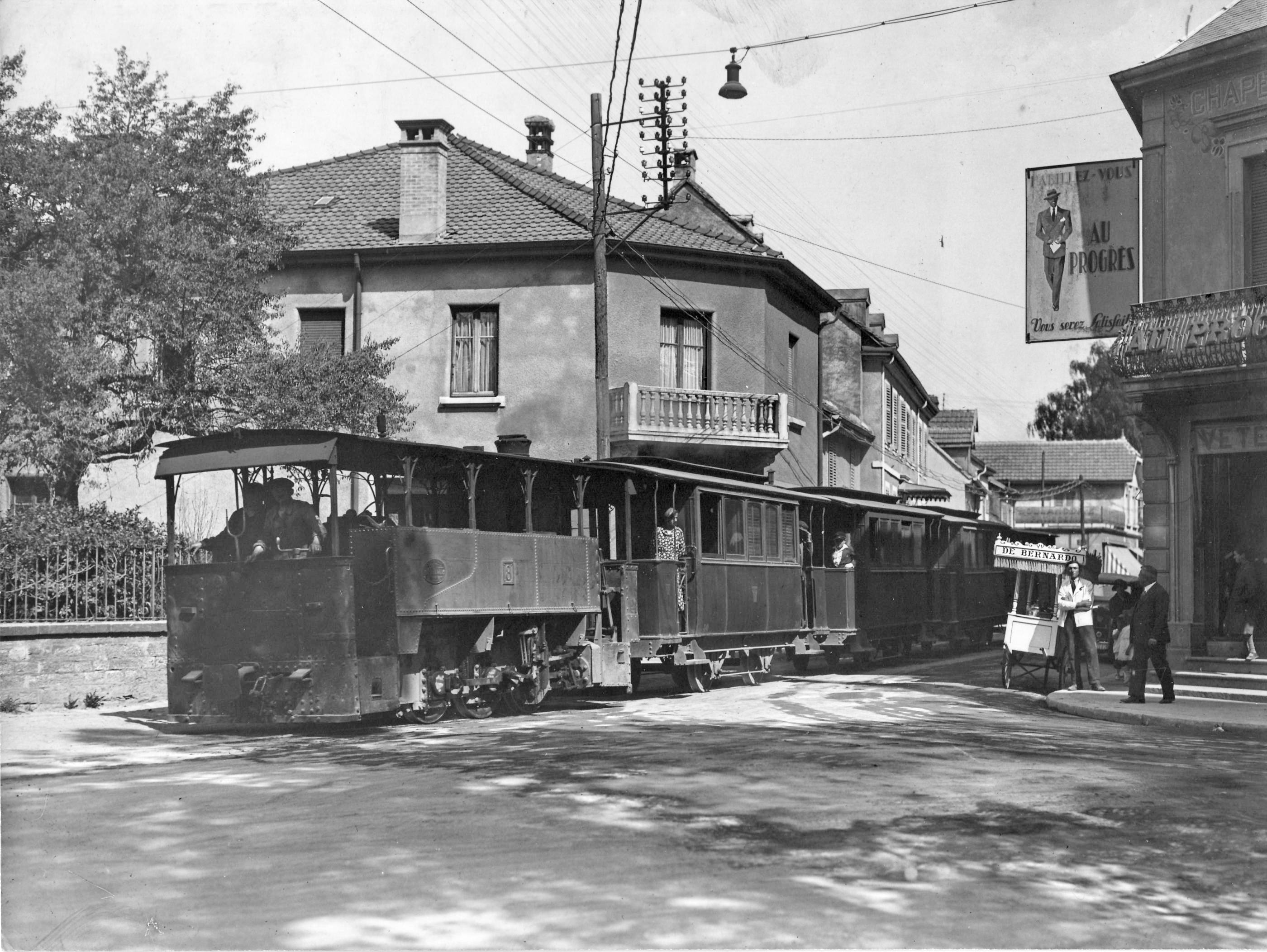
Zug des Tramway de la Vallée d’Hérimoncourt in Audincourt

Mit der Eröffnung der Eisenbahnstrecke Montbéliard–Morvillars am 29. Juni 1868 wurde Audincourt an das französische Eisenbahnnetz angeschlossen. 1887 wurde eine Dampfstraßenbahn nach Hérimoncourt eröffnet, die 1904 nach Montbéliard verlängert wurde und eine Zweigstrecke nach Mandeure aufwies. 1932 wurde der Betrieb des Tramway de la Vallée d’Hérimoncourt wieder eingestellt. Der Personenverkehr auf der Eisenbahnstrecke endete 1938; der letzte Güterzug auf der Reststrecke zum Bahnhof Dasle-Beaucourt verkehrte 1990, ehe 1993 auch der Güterverkehr aus Richtung Montbéliard komplett eingestellt wurde. Die Bahnstrecke wurde stellenweise abgebaut und ist nicht mehr befahrbar.
Der Beginn des 19. Jahrhunderts war geprägt durch die Industrialisierung, die Vergrößerung der Eisenwerke und die Gründung der Spinnerei und Weberei Japy im Jahr 1819. Anfang des 20. Jahrhunderts gründete Peugeot eine Fabrik, in der mechanische Bauteile für Automobile hergestellt wurden. Damit wurde Audincourt neben der Kernstadt der Agglomeration Montbéliard zum zweitwichtigsten Industriezentrum. Die Krise in der Industrie begann ab 1965 mit dem Niedergang der Textilfabriken und setzte sich 1968 bis 1971 mit der Schließung der Eisenwerke fort. Dies führte zu einer Diversifizierung der Industrie und zur Ansiedlung neuer Branchen in den 1970er Jahren.

## Bevölkerung
| Jahr                       | 1962   | 1968   | 1975   | 1982   | 1990   | 1999   | 2011   | 2019   |
| -------------------------- | ------ | ------ | ------ | ------ | ------ | ------ | ------ | ------ |
| Einwohner                  | 12.433 | 13.488 | 18.578 | 17.454 | 16.361 | 15.539 | 14.966 | 13.341 |
| Quellen: Cassini und INSEE |        |        |        |        |        |        |        |        |

Mit 14.009 Einwohnern (Stand 1. Januar 2022) gehört Audincourt zu den größten Gemeinden des Départements Doubs. Von 1850 bis 1926 zeigte die Einwohnerzahl ein kontinuierliches starkes Wachstum. Danach folgte eine Zeit der Stagnation, die bis nach dem Zweiten Weltkrieg anhielt. Etwa ab 1950 setzte erneut ein starkes Wachstum ein, so dass die Bevölkerungszahl rasch die 10.000-Einwohner-Grenze überschritt. Bis 1975 verdoppelte sich die Einwohnerzahl. Mit fast 19.000 Einwohnern wurde Mitte der 1970er Jahre der bisherige Höchststand erreicht. Die Wirtschaftskrise und die Restrukturation der Industrie im Pays de Montbéliard in der Zeit von 1975 bis 1990 führten dazu, dass viele Arbeiter und Familien wegzogen. Demzufolge wurde ein deutlicher Bevölkerungsrückgang verzeichnet. Bis heute hält der rückläufige Trend in abgeschwächter Form an. Seit dem Höchststand hat Audincourt etwa 3000 Einwohner verloren, was einem Rückgang von 17 % entspricht. 
Heute ist fast der gesamte Talboden des Doubs überbaut, wobei es zwischen den Gebäudegruppen noch verschiedene kleinere Freiflächen gibt. Das Siedlungsgebiet von Audincourt ist mit denjenigen von Arbouans, Exincourt, Taillecourt, Seloncourt und Valentigney beinahe lückenlos zusammengewachsen.

## Sehenswürdigkeiten
- Die Lutherische Kirche (Temple) wurde 1844 bis 1846 nach Plänen Jean Frédéric Fallots erbaut und ersetzte einen 1842 abgebrochenen Vorgängerbau aus dem 17. Jahrhundert.[1]
- Die Kirche Notre-Dame de l’Immaculée Conception (Unbefleckte Empfängnis Mariens) wurde von 1930 bis 1932 nach den Plänen des Architekten Don Bellot in der Form eines lateinischen Kreuzes erbaut. Sie war eine der ersten in Stahlbeton ausgeführten Kirchen in Frankreich. Bemerkenswert ist die Gestaltung mit Linien und Kuben ohne runde Elemente (die innen als gezogene Polygone angedeutet sind). Die Fenster stammen von Valentine Reyre. Seit 2013 ist die Kirche als Monument historique klassifiziert.[2]
- Von 1951 stammt die nach einem Entwurf des Architekten Maurice Novarina erbaute Kirche Sacré-Cœur (Heiligstes Herz Jesu). Die Saalkirche mit halbrundem Abschluss im Bereich des Altars wird ergänzt durch eine Taufkapelle (Baptisterium) und einen frei stehenden Turm im hinteren Bereich der Kirche, die jeweils durch gedeckte Gänge mit dem Gebäude verbunden sind. Das Dach steht im Eingangsbereich über und wird dort von zwei Säulen gestützt, so dass eine Art Vorhalle entsteht. Die Glasfenster, die als Fensterband um die Seitenwände und den Chorraum führen, stammen ebenso wie der Wandteppich hinter dem Altar von Fernand Léger, das Außen-Mosaik über die gesamte Breite des Eingangsbereichs und die Verglasung der Taufkapelle wurden  von Jean Bazaine geschaffen. Diese Kirche ist seit 1996 als Monument historique klassifiziert.[3]

Kirchen in Audincourt
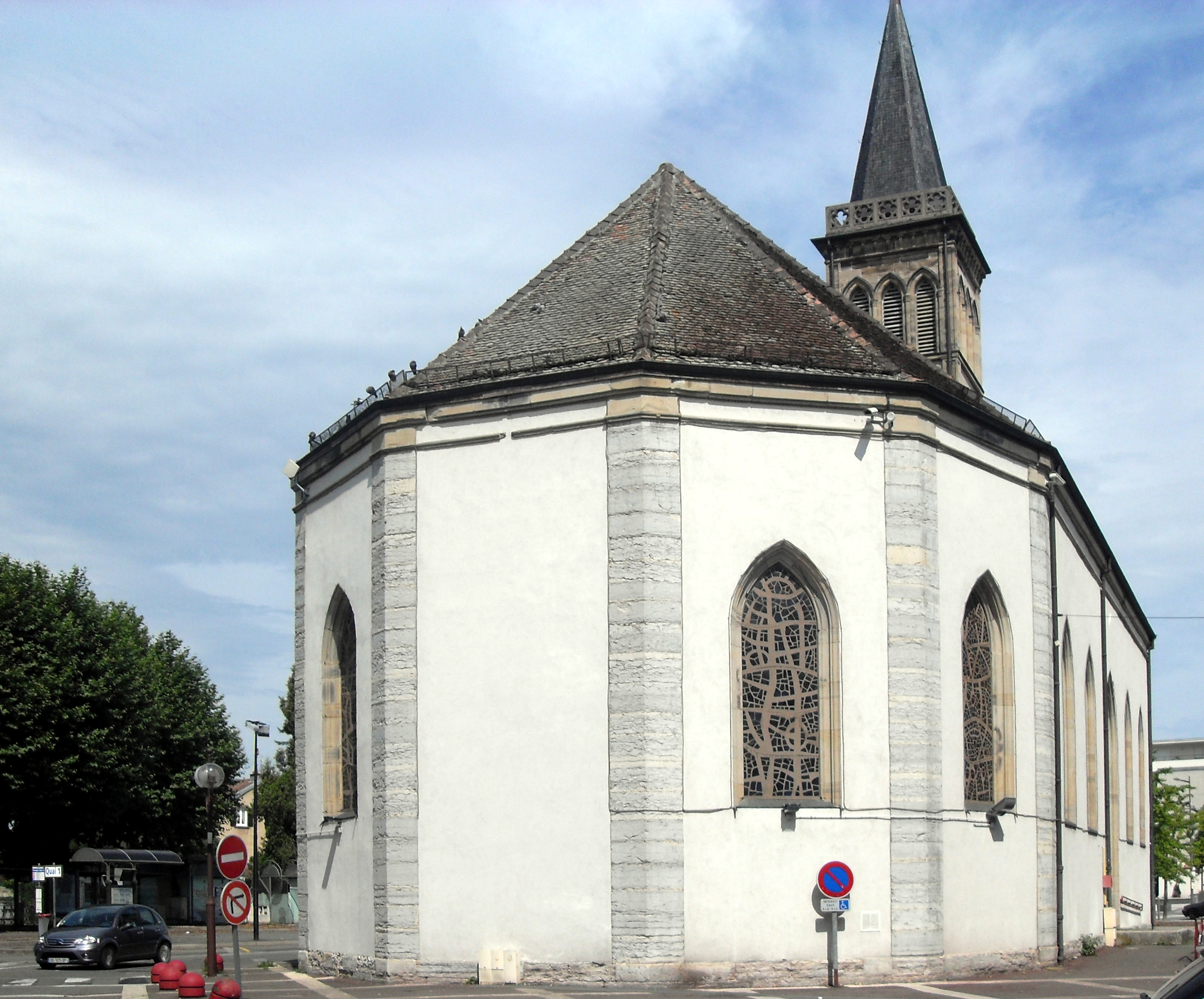
Lutherische Kirche
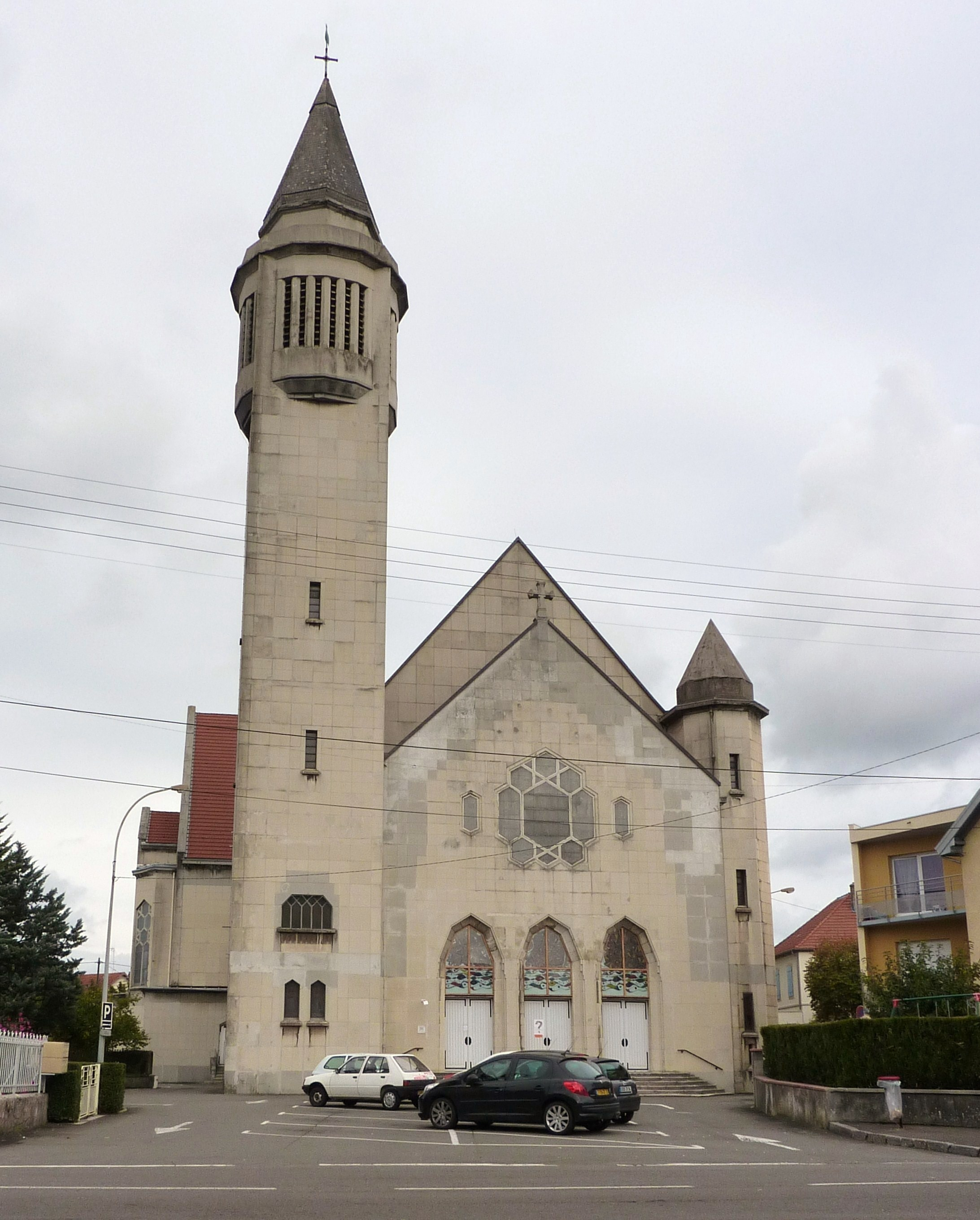
Katholische Kirche Notre-Dame
Katholische Kirche Sacré-Cœur
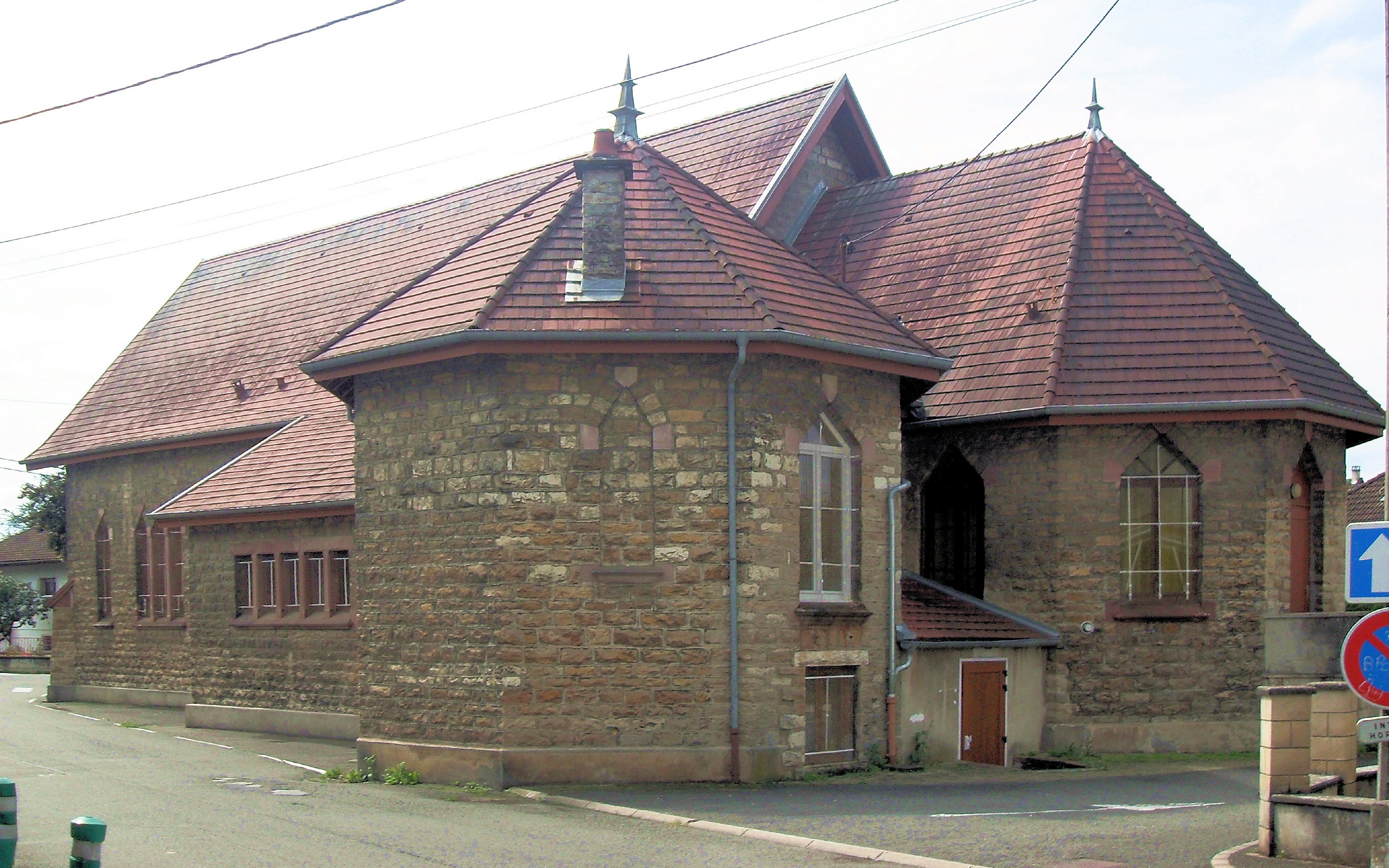
Herz-Jesu-Kapelle

Die ehemalige Mairie (Rathaus) repräsentiert die Architektur der zweiten Hälfte des 19. Jahrhunderts. Zu den weiteren profanen Bauwerken zählen das Château Thévenot, das im 18. Jahrhundert erbaut wurde und heute die Gemeindebibliothek beherbergt, sowie das Château Peugeot (von der Familie Peugeot zu Beginn des 20. Jahrhunderts errichtet). Die Gebäude der Japy-Fabriken, die im 19. und 20. Jahrhundert erstellt wurden, zeugen von der industriellen Vergangenheit von Audincourt und dienen heute für kulturelle und freizeitliche Aktivitäten.

## Wirtschaft und Infrastruktur
Bereits seit dem 18. Jahrhundert entwickelte sich Audincourt zu einer industriell geprägten Gemeinde. Die großen Industrie- und Gewerbeareale konzentrieren sich in der Talebene des Doubs oberhalb und unterhalb des alten Ortskerns sowie am Eingang in das Tal des Gland an der Grenze zu Seloncourt. Heute bietet Audincourt mehr als 6300 Arbeitsplätze. Wichtigste Arbeitgeberin ist die Faurecia (Peugeot SA), die in ihren drei Fabriken (Herstellung von Zubehörteilen für Autos) rund 1200 Personen beschäftigt; daneben sind zahlreiche kleinere Unternehmen auf die Branche des Automobilbaus spezialisiert. Zu den weiteren wichtigen Industriezweigen zählen das Baugewerbe, die Mikromechanik, die Kunststoff- und Metallverarbeitung und ein Unternehmen, das sich auf die Herstellung von Isolationsmaterial spezialisiert hat. In Audincourt haben sich auch zahlreiche Firmen niedergelassen, die im Dienstleistungssektor tätig sind, wie beispielsweise Handels- und Logistikfirmen, Ingenieurbüros, Unternehmen der Verwaltung, des Banken- und Versicherungswesens. Ferner gibt es verschiedene große Einkaufszentren, spezialisierte Geschäfte sowie zahlreiche Geschäfte des Einzelhandels für den täglichen Bedarf.
Audincourt verfügt über verschiedene Bildungseinrichtungen. Es ist Standort eines Collège und zweier Berufsfachschulen. Die Gemeinde bietet ein reiches Angebot für kulturelle und Freizeitaktivitäten. Sie besitzt ein Theater, ein Multiplexkino, ein Kulturzentrum, eine Sporthalle und zahlreiche Sportplätze sowie ein Freibad.
Die Ortschaft ist verkehrstechnisch sehr gut erschlossen. Sie liegt an der Hauptstraße N437, die von Belfort via Sochaux nach Pont-de-Roide-Vermondans führt. Der nächste Anschluss an die Autobahn A36 befindet sich in einer Entfernung von ungefähr drei Kilometern. Weitere Straßenverbindungen bestehen mit Voujeaucourt, Beaucourt, Porrentruy und Valentigney. Mit der Stadt Montbéliard und den umliegenden Gemeinden ist Audincourt durch mehrere Buslinien verbunden. Die Bahnstrecke Montbéliard–Morvillars, die zuletzt nur noch von Montbéliard nach Audincourt reichte, ist nicht mehr befahrbar.

## Städtepartnerschaft
Audincourt pflegt seit 1961 eine Städtepartnerschaft mit Dison in Belgien.

## Persönlichkeiten
- Henri Auguste Ménégaux (1857–1937), Ornithologe, Malakologe und Zoologe
- Paul Obrecht (1878–1959), Turner
- Georges Jacquot (1904–1970), Erzbischof von Marseille
- Roger Hug (1913–1996), Fußballspieler und -trainer
- Daniel Beretta (1946–2024), Komponist, Sänger, Schauspieler und Synchronsprecher
- Annie Genevard (* 1956), Politikerin
- Camel Meriem (* 1979), Fußballspieler
- Benoît Pedretti (* 1980), Fußballspieler
- Aksel Aktaş (* 1999), Fußballspieler